# Yum Yum
Yum Yum, sebbene pubblicato, sull'etichetta indipendente More Protein, con lo pseudonimo di The Twin, costituisce di fatto l'8º album di studio dell'artista britannico Boy George.

## L'album
Reduce della recente pubblicazione, nel 2002, della raccolta di ballate acustiche, U Can Never B2 Straight, disco accreditato a Boy George, ormai quasi nome anagrafico, il nuovo lavoro, col suo stile pesantemente electro, si caratterizza sùbito come diametralmente opposto al precedente. Non nuovo all'abitudine di far uscire alcuni dei suoi lavori più sperimentali, nascondendosi dietro identità fittizie, quali Jesus Loves You o Angela Dust (entrambi noms de plume con cui ha prodotto musica dance, acid house e techno, sempre d'avanguardia, per tutti gli anni novanta), l'artista pubblica il nuovo album poco prima di Natale, nel dicembre del 2004. La nuova fatica era stata preceduta, nel periodo di Capodanno dell'anno precedente, dall'EP con 4 brani, semplicemente intitolato The Twin, 4° EP in totale pubblicato dal cantante, e specie di presentazione del nuovo progetto, il cui nome significa “I Gemelli”.
Lo stesso George fornisce in rete, sulla sua pagina MySpace, una serie di informazioni riguardo al significato di questa nuova maschera di copertura, spiegando subito che The Twin si potrebbe ben definire come il suo alter ego, visto che, “dopo tutto”, scrive, “sono un Gemelli di segno zodiacale, e scherzo sempre sul fatto che non si è mai soli con un Gemelli, neanche quando si è da soli”. L'artista ricorda anche che non è la prima volta che gli càpita di lavorare sotto pseudonimo, motivando anche le ragioni che lo hanno ripetutamente spinto a scegliere questa modalità di presentazione per alcuni dei suoi lavori da lui ritenuti più difficili. All'epoca della acid house, aveva appunto formato i Jesus Loves You, che avevano rappresentato il suo primo serio tentativo di sfuggire la pressione derivante dal fatto di venir sempre menzionato come appartenente ad un contesto artistico passato. Il musicista chiarisce alcuni punti molto importanti, dichiarando che, dopo aver esperito l'enorme successo con i Culture Club, si era sempre trovato a combattere una specie di battaglia, più o meno metaforica, per staccarsi dai legami della nostalgia. Ma, poiché andare avanti, proseguire, spostarsi oltre, dal punto di vista creativo, è un processo naturale per qualsiasi persona abbia un minimo di creatività, scrive George:  “Nel progredire, la gente dà per scontato, sbagliando, che io mi vergogni del passato, mentre non è così.” L'ex leader dei Culture Club ha spesso dichiarato, scritto e cantato che il suo primo gruppo ha rappresentato per lui un'alchimia magica, ma anche un viaggio a tratti assai tortuoso, ma “mai qualcosa che io rimpianga”. Avendo creato un personaggio così fortemente connotato, il più famoso gender-bender degli anni ottanta, con cui molte persone (“similmente alienate”, le definisce con simpatica ed affettuosa ironia) si sono sentite in evidente empatia, è perfettamente comprensibile che il cambiamento non vada molto d'accordo con i fans più fedeli. “L'ironia”, aggiunge George, “è che non ho mai deciso di diventare il tipo di artista che avrebbe finito col ritrovare la sua immagine sopra milioni di poster attaccati sopra i letti di teen-ager!”. Anzi, il cantante ha sempre detto che l'ultima cosa che si aspettava era proprio una simile adorazione, soprattutto dalle ragazze, che nel periodo corrispondente ai primi tre album dei Culture Club, non facevano altro che lanciargli di continuo degli orsacchiotti di peluche sul palco. Boy non ha però mai mostrato disprezzo o rifiuto verso quelle manifestazioni di affetto, perché, spiega “all'epoca si trattava di un'esperienza nuova ed elettrizzante, che mi ha permesso di continuare a fare musica e quelle stesse identiche cose che sognavo, quando ero un ragazzino ossessionato dalla figura di David Bowie.” Ed è proprio così che ha avuto inizio l'adolescenza sessualmente confusa di un giovane di periferia. George assiste al suo primo concerto di Bowie dell'era Ziggy Stardust alla tenera età di quindici anni, e quell'esperienza lo cambierà per il resto della vita. Proprio David Bowie, assieme a Gene Pitney, vengono indicati come le maggiori influenze di The Twin.
Quanto a The Twin, il nuovo personaggio avrebbe preso forma, per la prima volta, dopo aver recitato la parte dell'artista di performance australiano, Leigh Bowery, designer, esibizionista ed elaboratore di immagini, nel musical Taboo composto, tra gli altri, dallo stesso Boy George, responsabile anche di tutta l'acclamata colonna sonora, insignita di premi e nomination. Erano ormai alcuni anni che il cantante aveva incominciato a ridimensionarsi nel vestire (“sempre secondo i miei personali standard, ovviamente”, aggiunge divertito in MySpace), quando si è trovato ad indossare i vistosissimi costumi di scena, che erano il normale marchio di vita di Bowery, con del lattice che gli colava, dal centro della testa, sulla fronte, sulla nuca e sulle orecchie, un vistoso tutù verde e un corsetto specialmente disegnato, per fare in modo che il “ragazzo George” mostrasse dei prosperosi seni, il più possibile naturali, che, a quanto dice lui, “avrebbero fatto invidia ad una prostituta o a un travestito”. Questo è stato soltanto uno di una lunga serie di abiti, basati sul personale concetto di gravità di Leigh e sulla logica di questi, che andava contro le normali leggi della moda, tutte cose che hanno ricordato a George che essere una persona fuori del comune, un freak, era da sempre stata la sua principale ambizione e sfida. All'epoca, il Boy George attore è stato spesso accusato di tentare, di voler “essere Leigh Bowery”, quando invece l'artista anglo-irlandese aveva già indossato praticamente tutto, “compreso il lavandino”, stando ai suoi simpatici ed auto-ironici commenti, nel momento in cui l'artista di performance (che George aveva spontaneamente scelto di impersonare, per evitare un confronto diretto e forse troppo doloroso col proprio personaggio) non aveva ancora lasciato la sua nativa Australia, per entrare a far parte della scena londinese. Quel che rendeva però particolare il personaggio di Bowery era che questi sfruttava il suo modo di vestire per amplificare il suo corpo già di per sé massiccio, portando la distorsione visiva all'estremo massimo. “Sotto questo punto di vista”, commenta commosso George, “lui era il più coraggioso degli esibizionisti”.
“Il mio ritratto di Leigh in Taboo ha preso le mosse più che altro da questioni affettive”, specifica George, “piuttosto che da tentativi illusionistici di rendere quello che solo lui poteva”. Se, difatti, Leigh Bowery ha influenzato la nascita e lo sviluppo di The Twin, è stato più per l'attitudine senza mezze misure, né compromessi, che aveva nei confronti di una performance, piuttosto che per il sound da lui creato col suo gruppo Minty, che ha prodotto la traccia apripista di un genere, "Useless Man", assieme a sua moglie, Nicola Bowery, compagna di vita freak e donna dotata di un grande talento. Leigh era così avanti coi tempi da avere la geniale idea di aggiornare il suono electro degli ultimi anni settanta molto prima che diventasse un prodotto riconosciuto ed etichettato, definito come “electroclash”. All'epoca in cui il musical Taboo stava vivendo il suo momento più felice, un altro genio del revival delle prime forme di elettronica e gothic, Johnny Slut, ex Specimen, aveva aperto il Nag, Nag, Nag, locale che prendeva il suo nome dal brano dei Cabaret Voltaire. “Ogni mercoledì,” ricorda George, “un nutrito gruppetto di noi si affrettava a raggiungere il club, per gettarsi nella mischia sulla pista e scatenarsi, ballando al ritmo dell'eclettica miscela musicale di Slut”. L'artista britannico rimane letteralmente folgorato da queste sonorità, e continua a raccontare, entusiasta: “Per la prima volta, dopo anni ed anni, mi sentivo ispirato dai suoni che sentivo attorno a me, ed incominciai così a scrivere le canzoni che compongono Yum Yum. Kinky Roland, mio coautore e produttore, è stato essenziale nell'aiutarmi a creare le basi musicali, che rappresentano la controparte sonora di quello che io definisco il mio “diario nero”, per così dire.” Tra gli altri collaboratori, ricordiamo: Kevan Frost, Ritchie Stevens, Becca e Cheska Grover del gruppo glam punk CC3X, e, naturalmente, le Avenue D, definite da George alias The Twin, come “le dive meno apologetiche di New York”, che hanno una parte di rilievo, accreditata accanto al titolo, nella traccia "Fire-Desire".
Descrivendo Yum Yum, così conclude George: “L'album è distante anni luce da quanto facevo con i Culture Club, e dubito fortemente che ne sentirete mai una qualche traccia provenire da una stazione radio. È sessualmente carico e caustico, molto più frocio che checca”, qualsiasi cosa voglia dire, e di certo si tratta di un lavoro curioso, bizzarro, strano ad un livello quasi esagerato, ma sperimentale e coraggioso, potente e piacevole. L'ultimissimo commento è riferito al passato e al futuro dello stile musicale scelto: “Quelli che bazzicano la scena dance dovrebbero fare mente locale e ricordarsi che l'electro è il figlio bastardo della house, tuttavia, moltissimi DJ di tendenza sono troppo frettolosi nel bollarlo come una moda passeggera, perché, secondo me, si tratta di molto più di questo”.

## Tracce
1. Here Cum The Girls – 6:39
2. Yum Yum – 6:23
3. Electro Hetero – 4:22
4. Disco Ugly – 4:28
5. Size Queen – 5:45
6. Human Racing – 3:58
7. So Much Love – 3:45
8. Sanitised – 7:05[2]
9. Fire-Desire (Featuring Avenue D) – 3:47
10. Garden Of Eden – 6:01
11. Who Made U? – 5:52
12. Never Over U – 6:15
13. After Dark – 6:18

## Formazione/Produzione/Staff/Musicisti
- Boy George alias The Twin: voce e testi
- Kinky Roland: produttore

Featuring:
- Kevan Frost
- Ritchie Stevens
- Becca e Cheska Grover (del gruppo glam punk CC3X)
- Avenue D (special guests su "Fire-Desire")

## Dettagli pubblicazione
| Paese       | Data | Etichetta           | Formato | N° Catalogo |
| ----------- | ---- | ------------------- | ------- | ----------- |
| Regno Unito | 2004 | More Protein Co. UK | CD      | YUMCDX 01   |

## Curiosità
- Oltre al pezzo portante, intitolato Nothing, gli altri tre brani dell'omonimo extended play, pubblicato a cavallo tra 2003 e 2002, The Twin EP, vale a dire Don't Go Draggin' Me Down, Sorrow e Second Chance completano la discografia di questo ennesimo act dietro cui si cela in realtà il noto e camaleontico Boy George (lo stesso era accaduto con i Jesus Loves You, nel corso degli anni novanta).[non chiaro]